# Globba parva
Globba parva är en enhjärtbladig växtart som beskrevs av François Gagnepain. Globba parva ingår i släktet Globba och familjen Zingiberaceae. Inga underarter finns listade i Catalogue of Life.